# Girl Next Door Went A-Walking
Girl Next Door Went A-Walking traducido como "La chica de al lado salió a caminar" es una canción de los géneros soft rock y rock and roll interpretada por Elvis Presley y grabada para su álbum Elvis Is Back! de 1960  luego de su regreso a los Estados Unidos tras cumplir el segundo año de servicio militar en Alemania. La canción fue compuesta por Bill Rise y Thomas Wayne. RCA editó Girl Next Door Went A-Walking junto a otros tres temas en el EP titulado The Girl Of My Best Friend, para el mercado europeo.
En 1976 RCA la incluyó en el quinto LP de una colección de álbumes compilados también para el mercado internacional, titulada "100 Super Rocks"  que entró en las listas de éxitos de Alemania y Nueva Zelanda ese mismo año, logrando los puestos # 25 y # 6 respectivamente. 

## Grabación
Elvis había regresado de Alemania apenas algunas semanas antes de que sus obligaciones contractuales con RCA lo llevasen en marzo de 1960 a entrar nuevamente a un estudio de grabación para comenzar a trabajar para generar material, para sus próximos lanzamientos en distintos formatos. De esa manera viajó hasta Nashville para dar inicio a las sesiones de grabación en el legendario estudio B de RCA en ese lugar.  Los productores a cargo serían Steve Sholes y Chet Atkins. La grabación de Presley de Girl Next Door Went A-Walking durante el día 3 de abril de 1960, significó el debut del músico country Bill Rice como compositor, que para ese entonces él estaba próximo a cumplir los 21 años. 

### Músicos de la sesión
- Elvis Presley - voz y guitarra acústica rítmica
- Hank Garland - guitarra eléctrica
- Bob Moore - bajo
- Floyd Cramer - piano
- D. J. Fontana - batería
- The Jordanaires - coros [1]

#### Tomas alternativas
- Scotty Moore - guitarra
- Buddy Harman - batería [1]

## Letra
La canción habla de una muchacha con ciertos valores morales tradicionales, cuya única ambición es casarse con el hombre de su vida, al que encuentra en la calle fortuitamente cuando saleen determinada ocasión a caminar y regresa tarde por la noche. La letra deja en claro que la intención de ella es  sentar bases de por vida, algo que al final de los versos sucede, ya que se revela que la pareja logra consolidarse en matrimonio. 
| The girl next door went a'walking She found the boy she likes She wanted to get married Settle down for life | La chica de al lado fue a caminar Encontró al chico que le gusta Ella quería casarse Establecerse de por vida |

## Ediciones
- Elvis Is Back! (álbum) RCA 1960
- The Girl Of My Best Friend (EP) RCA Victor 1963 [7]
- Elvis Presley - 100 Super Rocks (colección de 6 álbumes) RCA Victor 1976 [3]